# Zagreb Pride

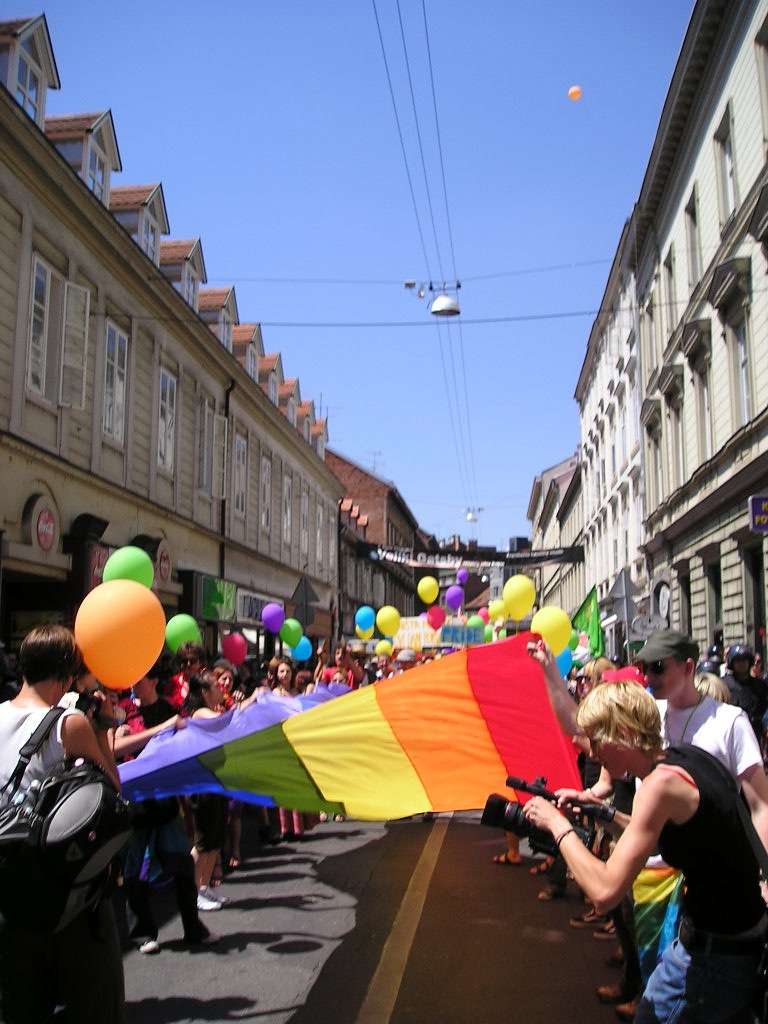
Zagreb Pride 2007

Die Zagreb Pride (oder LGBT Pride) ist ein Festtag, Gedenktag und Demonstrationstag von Lesben, Schwulen, Bisexuellen und Transgendern (LGBT) in Zagreb (Kroatien). Mit dem Fest wird demonstriert für die Rechte dieser Gruppen sowie gegen Diskriminierung und Ausgrenzung.
Die Zagreb Pride war die erste und ist mittlerweile die größte Veranstaltung von LGBTIQ Menschen in Südosteuropa. Partnerparaden sind die Ljubljana Pride (Ljubljana, Slowenien), die Split Pride in Split sowie die Osijek Pride in Osijek.
Die Teilnehmerzahl wuchs von zunächst einigen Hundert bis auf mehrere Tausend an. Im Jahr 2013 umfasste die Gay Pride in Zagreb insgesamt 15.000 aktive Teilnehmer.
Die Parade findet seit 2002 jährlich statt. Zu den Organisationsmitgliedern gehören die InterPride, EPOA, IGLYO, ILGA-Europe sowie die Organisationen KONTRA und Iskorak aus Rijeka und Queer Zagreb.

## Geschichte
| Jahr | Datum         | Name                                                                  | Motto                                                                                                 | Thema                                                                                            | Teilnehmerzahl |
| ---- | ------------- | --------------------------------------------------------------------- | --- | ------------------------------------------------------------------------------------------------ | -------------- |
| 2002 | 29. Juni      | Gay Pride Zagreb 2002                                                 | Coming Out GEGEN Vorurteile (Iskorak KONTRA Predrasuda)                                               | Coming-out                                                                                       | 350            |
| 2003 | 28. Juni      | Zagreb Pride 2003                                                     | Wieder stolz (Opet ponosno)                                                                           | Antidiskriminierungsgesetzgebung                                                                 | 300            |
| 2004 | 19. Juni      | LGBTIQ Pride March Zagreb Pride 2004                                  | Hoch lebe die Diversität (Živjela različitost)                                                        | Homophobie der Katholischen Kirche und Trans* Rechte                                             | 300            |
| 2005 | 10. Juli      | Zg Pride 2005                                                         | Zusammen stolz (Ponosne/i zajedno)                                                                    | Eingetragene Lebenspartnerschaft                                                                 | 100            |
| 2006 | 24. Juni      | LGBTIQ Pride March Internacionala Pride 2006, Zagreb                  | frei zu leben (in 13 Sprachen) (Živjeti slobodno)                                                     | Versammlungsfreiheit                                                                             | 250            |
| 2007 | 7. Juli       | LGBTIQ Pride March Zagreb Pride 2007                                  | Jeder zum Pride! Jede zum Pride! (Svi na Pride! Sve na Pride!)                                        | Sichtbarkeit von LGBTIQ-Personen und symbolische „Übernahme“ öffentlicher Räume                  | 400            |
| 2008 | 28. Juni      | LGBTIQ Pride March Zagreb Pride 2008                                  | Du hast den Mut! (Imaš hrabrosti!)                                                                    | Die Kraft der Gemeinschaft                                                                       | 600            |
| 2009 | 13. Juni      | LGBTIQ Pride March Zagreb Pride 2009 for the Open City – Stonewall 40 | Mach mit! (Sudjeluj!)                                                                                 | Partizipation am Aufbau einer Zagreber LGBTIQ Community                                          | 800            |
| 2010 | 19. Juni      | LGBTIQ Pride March Zagreb Pride 2010                                  | Kroatien kann das schlucken (Hrvatska to može progutati)                                              | Freiheit und Vielfalt der Sexualität                                                             | 1200           |
| 2011 | 18. Juni      | LGBTIQ Pride March Zagreb Pride 2011                                  | Die Zukunft ist unsere! (Budućnost je naša!)                                                          | Zehnjähriges Jubiläum                                                                            | 3800           |
| 2012 | 16. Juni      | LGBTIQ Pride March Zagreb Pride 2012                                  | Wir haben Familie, tausendjähriger kroatischer Traum (Imamo obitelj, tisućljetni hrvatski san)        | Regenbogenfamilien                                                                               | 4000           |
| 2013 | 15. Juni      | LGBTIQ and family Pride March Zagreb Pride 2013                       | Das ist ein Land für uns alle (Ovo je zemlja za sve nas)                                              | Protest gegen den Volksentscheid für ein Verbot der gleichgeschlechtlichen Ehe in der Verfassung | 15000          |
| 2014 | 14. Juni      | LGBTIQ and family Pride March Zagreb Pride 2014                       | Auf der richtigen Seite der Geschichte (Na pravoj strani povijesti)                                   | Solidarität mit marginalisierten Gruppen, die vom wachsenden Rechtsextremismus bedroht werden    | 5000           |
| 2015 | 13. Juni      | LGBTIQ and family Pride March Zagreb Pride 2015                       | Lauter und mutiger: Antifaschismus ohne Kompromisse! (Glasnije i hrabrije-Antifašizam bez kompromisa) | Antifaschismus, Kampf gegen die Glorifizierung der Ustascha                                      | 5000           |
| 2016 | 11. Juni      | LGBTIQ and family Pride March Zagreb Pride 2016                       | Noch ist Kroatien nicht gefallen! (Još Hrvatska ni propala)                                           | Verteidigung der errungenen LGBTIQ Rechte und Bürgerrechte in Kroatien                           | 7000           |
| 2017 | 10. Juni      | LGBTIQ and family Pride March Zagreb Pride 2017                       | Freies Leben beginnt mit Stolz. (Slobodan život počinje ponosom)                                      | Abtreibungsrechte                                                                                | 10000          |
| 2018 | 9. Juni       | LGBTIQ and family Pride March Zagreb Pride 2018                       | Lang lebe gender. (Da nam živi, živi rod)                                                             | Geschlechtergerechtigkeit und Geschlechtervielfalt                                               | 10000          |
| 2019 | 8. Juni       | LGBTIQ and family Pride March Zagreb Pride 2019                       | 18 stolze Jahre (Osamnaest ponosnih godina)                                                           | 18 Jahre Zagreb Pride, volle Gleichstellung von LGBTIQ-Personen                                  | 10000          |
| 2020 | 19. September | LGBTIQ and family Pride March Zagreb Pride 2020                       | Freiheit in und außerhalb der eigenen vier Wände (Sloboda unutar i izvan četiri zida)                 | Ehe für Alle                                                                                     | 500–1500       |
| 2021 | 3. Juli       | LGBTIQ and family Pride March Zagreb Pride 2021                       | Pride für immer! (Prajd zauvijek!)                                                                    | Jubiläum 20 Jahre ununterbrochener Zagreb Pride                                                  | 2500           |
| 2022 | 4. Juni       | LGBTIQ and family Pride March Zagreb Pride 2022                       | Gebt uns unsere vier Wände! (Dajte nam naša četiri zida!)                                             | Forderung nach einem Community Lokal in Zagreb                                                   | 10000–12000    |
| 2023 | 10. Juni      | LGBTIQ and family Pride March Zagreb Pride 2023                       | Zusammen für trans Rechte! (Zajedno za trans prava)                                                   | Rechte von trans Personen                                                                        |                |
| 2024 | 1. Juni       | LGBTIQ and family Pride March Zagreb Pride 2024                       | Steh auf und bleib! (Ustani i Ostani)                                                                 | Gesetzlicher Schutz von LGBTIQ-Personen                                                          |                |